# حامل‌های انرژی

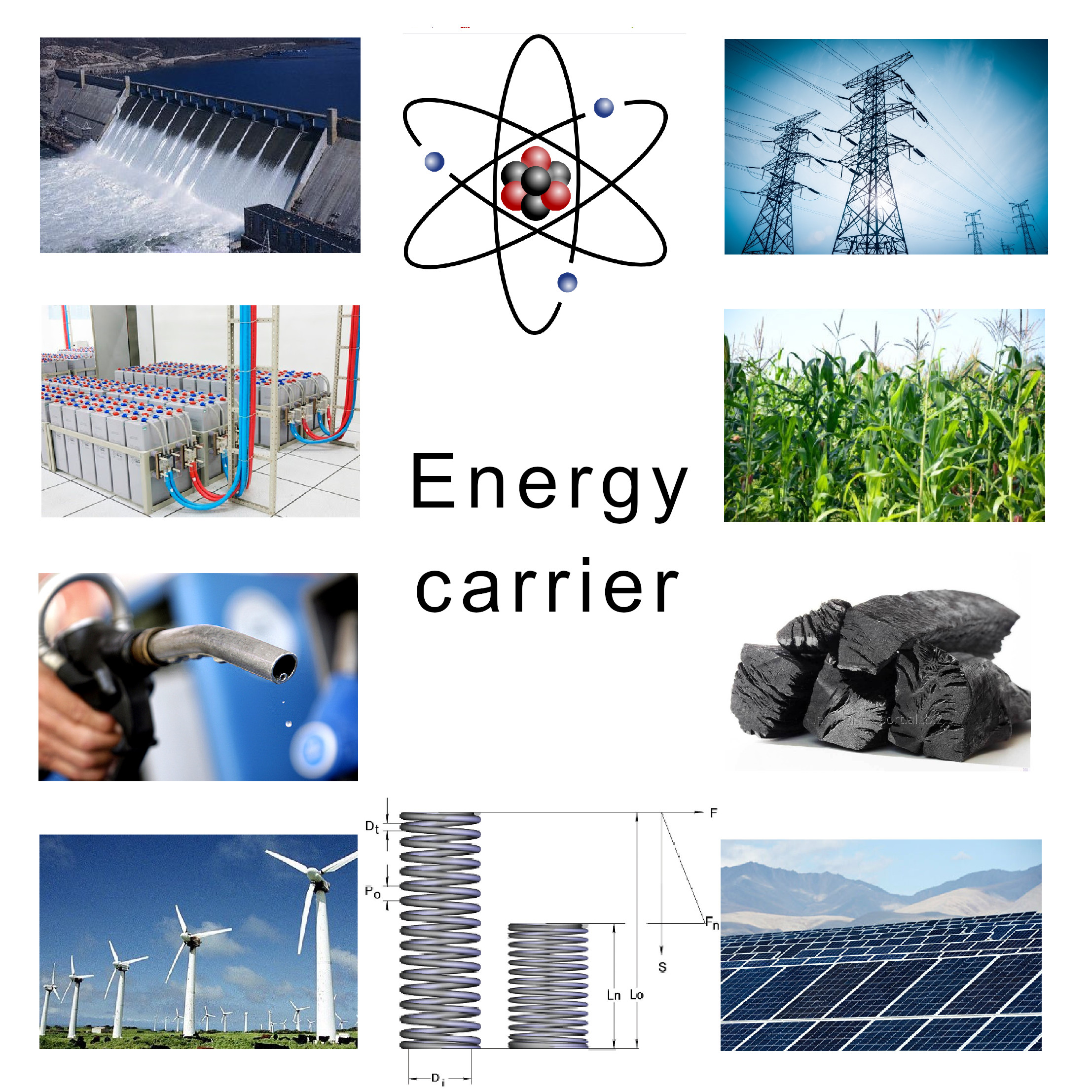
طرح‌وارهٔ برخی از انواع حامل‌های انرژی؛ (تابش خورشیدی، آب در حال ریزش و باد، با نمادهای مرتبط نشان‌داده‌ شده‌اند.)

انرژی به شکل‌های مختلف وجود دارد که در حین فرایندهای فیزیکی به شکل‌های دیگر انتقال داده شده یا تغییر شکل پیدا می‌کند. اکثر کتاب‌های مرجع مشهور واژه شکل‌های انرژی را بدون دقت در جزئیات استفاده می‌کنند با تعریف شبه ماده سعی شده است که تعریف دقیق ترو کلی تری از شکل‌های انرژی بیان شود و با توجه به این که انرژی همیشه حداقل با یکی از کمیت‌های فیزیکی جریان می‌یابد، مفهوم حامل‌های انرژی معرفی شده است. این مفهوم بیان می‌کند که چطور انرژی تغییر پیدا کرده جابه جا شده و ذخیره شده است.

## موضوع اصلی
خواص فیزیکی گسترده‌ای که در آن‌ها چگالی نقش دارد مانند بار الکتریکی، جرم، مقدار ماده و... و این که توانایی جریان در فضا داشته باشند و به دلیل این که این کمیات نقش مهمی را در صنعت و علم ایفا می‌کنند به این مواد شبه مواد می‌گویند. تعدادی از کمیات شبه مواد پایستار هستند، مانند بار الکتریکی و تعدادی دیگر ناپایستار، مانند مقدار ماده (اگر واکنش شیمیایی رخ ندهد) در این مقاله شبه ماده دیگری به نام ((انرژی)) که پایستار است بررسی شده است. کلاس بندی انرژی در کتاب‌های مختلف به دو صورت انجام می‌پذیرد:
1. تغییرات انرژی و جریان انرژی مانند انرژی الکتریکی و شیمیایی و ..
2. ذخیره انرژی مانند انرژی درونی و...

تابع انرژی خیلی از سیستم‌ها به ترم‌های جداگانه‌ای می‌تواند شکسته شود مانند انرژی در خازن. در خیلی از سیستم‌ها امکان تفکیک و جداسازی وجود ندارد مانند انرژی موجود در گاز ایده‌آل بنابراین تنها می‌توان از تغییرات انرژی سخن گفت.
خواص فیزیکی شبه ماده همراه با انرژی جریان می‌یابد حامل انرژی است و به آن حامل انرژی می‌گویند وقتی چیزی عوض می‌شود ولی حاملش عوض نمی شود مناسب نیست که در مورد عوض کردن صورت آن صحبت کتیم مثلاً سیب زمینی که در حین حمل و نقل آن حامل‌های آن عوض می‌شود اما خود سیب زمینی عوض نمی‌شود. در صورتی که این اتفاق زمانی که از گرما یا کار صحبت می‌کنیم می افتد. در واقع مفهوم حامل انرژی مفهوم کلی تری از انرژی است.
شکل‌های انرژی طبقه‌بندی انواع مختلف انرژی مانند کار و گرما انرژی پتانسیل و... است و بررسی کردن هر کدام به صورت جداگانه است. اما حامل‌های انرژی تعریف کلی از انرژی است که انواع مختلف انرژی مانند کار و گرما و ... را شامل می‌شود بنا براین با این تعریف دیگر قادر به بررسی پدیده‌هایی مانند پدیده‌های ترمودینامیکی که شامل قانون اول و دوم ترمودینامیک هستند که در آن‌ها گرما، کار انرژی درونی و پارامترهای دیگری دخیل هستند نمی‌باشیم.